# Discografie van Marianne Weber
Hieronder volgt de discografie van de Nederlandse zangeres Marianne Weber, met name haar albums, haar nummers met een notering in een hitlijst, haar Top 2000-noterigen en haar muziekdvd's.

## Albums
| Album                                                         | Verschijnen       | Label              | Hitlijsten | Hitlijsten | Hitlijsten | Hitlijsten | Opmerkingen                        |
| Album                                                         | Verschijnen       | Label              | BE (VL)    | BE (VL)    | NL1        | NL1        | Opmerkingen                        |
| Album                                                         | Verschijnen       | Label              | Piek       | Weken      | Piek       | Weken      | Opmerkingen                        |
| ------------------------------------------------------------- | ----------------- | ------------------ | ---------- | ---------- | ---------- | ---------- | ---------------------------------- |
| Marianne Weber                                                | 1992              | Dino Music         | —          | —          | 18         | 38         | Studioalbum / Goud in Nederland    |
| Diep in mijn hart                                             | 1993              | Dino Music         | —          | —          | 9          | 28         | Studioalbum                        |
| Alles in het leven                                            | 1994              | Dino Music         | —          | —          | 11         | 35         | Studioalbum / Goud in Nederland    |
| Rozen op satijn                                               | december 1995     | Dino Music         | —          | —          | 38         | 13         | Studioalbum                        |
| Haar grootste successen                                       | 1997              | Dino Music         | —          | —          | 36         | 9          | Verzamelalbum                      |
| Frans Bauer & Marianne Weber (met Frans Bauer)                | 1997              | Tiptop Records     | 27         | 10         | 1 (3 wkn)  | 56         | Studioalbum                        |
| Morgen wordt 't anders                                        | 1997              | Tiptop Records     | —          | —          | 8          | 28         | Studioalbum                        |
| Jou vergeet ik niet                                           | 1998              | Tiptop Records     | —          | —          | 18         | 13         | Studioalbum                        |
| Alleen voor jou                                               | 1999              | Tiptop Records     | —          | —          | 50         | 7          | Studioalbum                        |
| Wat ik zou willen (met Frans Bauer)                           | 17 juli 2000      | Sony Music         | 11         | 11         | 2          | 33         | Studioalbum / Platina in Nederland |
| Country & Weber                                               | 10 september 2001 | Sony Music         | —          | —          | 14         | 17         | Studioalbum / Goud in Nederland    |
| Kerstfeest met Frans Bauer & Marianne Weber (met Frans Bauer) | 1 november 2001   | Sony Music         | —          | —          | 6          | 8          | Studioalbum / Goud in Nederland    |
| 10 jaar Marianne Weber                                        | 17 september 2002 | Sony Music         | —          | —          | 23         | 9          | Verzamelalbum                      |
| Hartje van goud                                               | 3 mei 2004        | Sony Music         | —          | —          | 5          | 17         | Studioalbum / Goud in Nederland    |
| Mijn grootste hits                                            | 2005              | Sony Music         | —          | —          | 43         | 7          | Verzamelalbum                      |
| Lichtjes in jouw ogen                                         | 2006              | Sony Music         | 95         | 3          | 4          | 24         | Studioalbum / Goud in Nederland    |
| Tranen van geluk                                              | 2007              | Berk Music         | —          | —          | 1 (1 wk)   | 23         | Studioalbum                        |
| Frans & Marianne (met Frans Bauer)                            | 17 oktober 2008   | Rocket Productions | 8          | 6          | 1 (1 wk)   | 19         | Studioalbum / Platina in Nederland |
| Jouw lach                                                     | 15 april 2011     | Berk Music         | —          | —          | 3          | 34         | Studioalbum                        |
| Ode aan jou (met Willem Barth)                                | 3 mei 2013        | Berk Music         | —          | —          | 9          | 28         | Studioalbum                        |
| Dat is de liefde (met John de Bever)                          | 26 april 2016     | Berk Music         | 104        | 9          | 4          | 12         | Studioalbum                        |

## Nummers met notering(en) in een hitlijst
| Lied                                                     | Verschijnen       | Album                        | Hitlijsten | Hitlijsten | Hitlijsten  | Hitlijsten  | Hitlijsten    | Hitlijsten    | Opmerkingen |
| Lied                                                     | Verschijnen       | Album                        | BE (VL)    | BE (VL)    | NL (Top 40) | NL (Top 40) | NL (Top 100)1 | NL (Top 100)1 | Opmerkingen |
| Lied                                                     | Verschijnen       | Album                        | Piek       | Weken      | Piek        | Weken       | Piek          | Weken         | Opmerkingen |
| -------------------------------------------------------- | ----------------- | ---------------------------- | ---------- | ---------- | ----------- | ----------- | ------------- | ------------- | ----------- |
| Ik weet dat er een ander is                              | 1992              | Marianne Weber               | —          | —          | 9           | 8           | 9             | 13            |             |
| Huil maar niet om mij                                    | 1992              | Marianne Weber               | —          | —          | 32          | 3           | 32            | 7             |             |
| Maar toen kwam uitgerekend jij                           | 1993              | Marianne Weber               | —          | —          | tip2        | —           | 40            | 3             |             |
| Schrijf me nooit geen mooie brieven meer                 | 1993              | Diep in mijn hart            | —          | —          | 17          | 8           | 19            | 6             |             |
| Ik tel de dagen                                          | 1993              | Diep in mijn hart            | —          | —          | tip5        | —           | 49            | 2             |             |
| Alles in het leven                                       | 1994              | Alles in het leven           | —          | —          | 21          | 5           | 24            | 7             |             |
| Je hoeft je ogen niet te sluiten                         | 1995              | Alles in het leven           | —          | —          | tip8        | —           | —             | —             |             |
| Kind van mij                                             | 1995              | Rozen op satijn              | —          | —          | tip2        | —           | 37            | 4             |             |
| Ik wil vannacht                                          | 1996              | Rozen op satijn              | —          | —          | tip15       | —           | —             | —             |             |
| De regenboog                                             | 24 februari 1997  | Frans Bauer & Marianne Weber | tip16      | —          | 1 (3 wkn)   | 12          | 1 (4 wkn)     | 15            |             |
| Eens schijnt weer de zon                                 | 1997              | Frans Bauer & Marianne Weber | —          | —          | 4           | 4           | 18            | 9             |             |
| Als sterren stralen                                      | 1997              | Morgen wordt 't anders       | —          | —          | 27          | 3           | 57            | 8             |             |
| De kleine deur                                           | 1997              | Morgen wordt 't anders       | —          | —          | tip11       | —           | —             | —             |             |
| Morgen wordt 't anders                                   | 1998              | Morgen wordt 't anders       | —          | —          | tip16       | —           | 85            | 6             |             |
| Jou vergeet ik niet                                      | 1998              | Jou vergeet ik niet          | —          | —          | 35          | 3           | 44            | 7             |             |
| Als je gaat                                              | 1999              | Alleen voor jou              | —          | —          | —           | —           | 95            | 1             |             |
| Wat ik zou willen (met Frans Bauer)                      | 2000              | Wat ik zou willen            | —          | —          | 33          | 4           | 15            | 9             |             |
| Kijk in m'n ogen (met Frans Bauer)                       | 2000              | Wat ik zou willen            | —          | —          | —           | —           | 46            | 6             |             |
| Al deze rozen mag je houden                              | 2001              | Country & Weber              | —          | —          | —           | —           | 41            | 4             |             |
| Moeders laatste briefje                                  | 2004              | Hartje van goud              | —          | —          | —           | —           | 35            | 4             |             |
| Als dit geen liefde is                                   | 2004              | Hartje van goud              | —          | —          | —           | —           | 48            | 3             |             |
| De Italiaan                                              | 2006              | Lichtjes in jouw ogen        | —          | —          | —           | —           | 11            | 11            |             |
| Ik zie lichtjes in jouw ogen                             | 2006              | Lichtjes in jouw ogen        | —          | —          | —           | —           | 40            | 5             |             |
| 'n Meisje huilt                                          | 2007              | Tranen van geluk             | —          | —          | 26          | 2           | 14            | 7             |             |
| In de hemel                                              | 2007              | Tranen van geluk             | —          | —          | —           | —           | 44            | 5             |             |
| Als ik met jou op wolken zweef (met Frans Bauer)         | 12 september 2008 | Frans & Marianne             | 36         | 2          | 5           | 6           | 1 (1 wk)      | 10            |             |
| Amore lacht (met Frans Bauer)                            | 21 november 2008  | Frans & Marianne             | —          | —          | —           | —           | 88            | 4             |             |
| Als de rozen weer in bloei staan                         | 2011              | Jouw lach                    | —          | —          | —           | —           | 21            | 6             |             |
| Amore                                                    | 2011              | Jouw lach                    | —          | —          | —           | —           | 26            | 6             |             |
| Vraag me niet waarom                                     | 2011              | Jouw lach                    | —          | —          | —           | —           | 31            | 8             |             |
| Wat heeft een mens nog meer te wensen (met Willem Barth) | 8 maart 2013      | Ode aan jou                  | —          | —          | tip19       | —           | 15            | 7             |             |
| Reuzenrad                                                | 12 september 2014 | Dat is de liefde             | —          | —          | —           | —           | 56            | 7             |             |
| Denk nog een keer aan mij (met John de Bever)            | 23 januari 2015   | Dat is de liefde             | —          | —          | —           | —           | 51            | 6             |             |

## NPO Radio 2 Top 2000
| Nummer met noteringen in de NPO Radio 2 Top 2000 | '06  | '07 | '08  |
| ------------------------------------------------ | ---- | --- | ---- |
| De regenboog (met Frans Bauer)                   | 1063 | 978 | 1743 |

1. ↑  Een vetgedrukt getal geeft de hoogste notering aan.
2. ↑  2006 was het eerste jaar met een notering voor dit nummer.
3. ↑  Deze tabel is bijgewerkt tot en met de laatste editie (2024).

## Dvd's
| Dvd's met hitnoteringen in de Nederlandse DVD Music Top 30 | Datum van verschijnen | Datum van binnenkomst | Hoogste positie | Aantal weken | Opmerkingen      |
| ---------------------------------------------------------- | --------------------- | --------------------- | --------------- | ------------ | ---------------- |
| 10 jaar Marianne Weber - Live in concert                   | 2002                  | 02-11-2002            | 2               | 6            |                  |
| Live in concert                                            | 2003                  | 03-05-2003            | 8               | 12           | met Frans Bauer  |
| In Thailand                                                | 2003                  | 03-05-2003            | 12              | 8            | met Frans Bauer  |
| Let's make music                                           | 2003                  | 03-05-2003            | 21              | 4            | met Frans Bauer  |
| Frans en Marianne in Venetië                               | 2008                  | 06-12-2008            | 4               | 20           | met Frans Bauer  |
| Live in Ahoy 2008                                          | 2009                  | 07-02-2009            | 1(4wk)          | 31           | met Frans Bauer  |
| Live in het circustheater                                  | 2011                  | 24-09-2011            | 3               | 11           |                  |
| Ode aan jou                                                | 2013                  | 09-11-2013            | 1(1wk)          | 10           | met Willem Barth |

| Dvd's met hitnoteringen in de Vlaamse Ultratop muziek-dvd top 10/20 | Datum van verschijnen | Datum van binnenkomst | Hoogste positie | Aantal weken | Opmerkingen     |
| ------------------------------------------------------------------- | --------------------- | --------------------- | --------------- | ------------ | --------------- |
| Frans & Marianne in Venetië                                         | 2009                  | 07-02-2009            | 9               | 19           | met Frans Bauer |
| Live in Ahoy 2008                                                   | 2009                  | 14-02-2009            | 1(4wk)          | 15           | met Frans Bauer |